# Michele Faccin
Michele Faccin (ur. 19 stycznia 1990 roku w Padwie) – włoski kierowca wyścigowy.

## Kariera
Faccin rozpoczął karierę w wyścigach samochodowych w 2006 roku od startów w Formule Azzura oraz w edycji zimowej Włoskiej Formuły Renault. Z dorobkiem odpowiednio 43 i 64 punktów uplasował się na piątych pozycjach w klasyfikacji generalnej. W późniejszych latach pojawiał się także w stawce Szwajcarskiej Formuły Renault, Włoskiej Formuły Renault, Europejskiego Pucharu Formuły Renault 2.0, Włoskiej Formuły 3, Międzynarodowej Serii Brytyjskiej Formuły 3, European F3 Open, Superstars GT Sprint, Mégane Trophy Eurocup oraz Superstars International Series.

## Statystyki
| Sezon | Seria                                  | Zespół                | Wyścigi | Zwycięstwa | PP | NO | Podium | Punkty | Pozycja |
| ----- | -------------------------------------- | --------------------- | ------- | ---------- | -- | -- | ------ | ------ | ------- |
| 2006  | Formuła Azzurra                        | PKF Racing            | 13      | 1          | 0  | 1  | 4      | 64     | 5       |
| 2006  | Włoska Formuła Renault (edycja zimowa) | CO2 Motorsport        | 4       | 0          | 0  | ?  | 0      | 64     | 5       |
| 2007  | Włoska Formuła Renault                 | CO2 Motorsport        | 14      | 0          | 0  | 0  | 0      | 29     | 20      |
| 2007  | Szwajcarska Formuła Renault            | CO2 Motorsport        | 10      | 2          | 2  | 5  | 5      | 168    | 5       |
| 2008  | Europejski Puchar Formuły Renault 2.0  | Jenzer Motorsport     | 14      | 0          | 0  | 0  | 0      | 33     | 9       |
| 2008  | Włoska Formuła Renault                 | Jenzer Motorsport     | 14      | 3          | 4  | 4  | 4      | 271    | 2       |
| 2009  | European F3 Open                       | Q8 Oils Hache Team    | 10      | 0          | 0  | 0  | 0      | 9      | 18      |
| 2009  | European F3 Open (Copa de España)      | Q8 Oils Hache Team    | 10      | 0          | 1  | 2  | 4      | 37     | 5       |
| 2009  | Włoska Formuła 3                       | Corbetta Competizioni | 2       | 0          | 0  | 0  | 0      | 1      | 19      |
| 2009  | Brytyjska Formuła 3 – klasa narodowa   | Team West-Tec         | 2       | 0          | 0  | 0  | 0      | 20     | 7       |
| 2010  | Superstars GT Sprint                   | Easy Race             | 1       | 0          | 0  | 0  | 0      | 9      | 28      |
| 2011  | Mégane Trophy Eurocup                  | Boutsen Energy Racing | 14      | 0          | 0  | 0  | 2      | 97     | 6       |
| 2012  | Superstars International Series        | MRT by Nocentin       | 2       | 0          | 0  | 0  | 0      | 2      | 41      |